# Symbole de Pearson
Pour les articles homonymes, voir Pearson.
Le symbole de Pearson ou la notation de Pearson est utilisée en cristallographie pour décrire la structure d'un cristal. Elle fut mise au point par W. B. Pearson. Le symbole est composé de deux lettres suivies d'un nombre, par exemple :
- structure du diamant : cF8
- structure du rutile : tP6

Les deux lettres en italiques désignent le réseau de Bravais : la lettre minuscule désigne la classe du cristal et la lettre majuscule désigne le type de réseau. Le chiffre donne le nombre d'atomes dans une cellule.
| a | triclinique                |
| m | monoclinique               |
| o | orthorhombique             |
| t | tétragonal                 |
| h | hexagonal et rhomboédrique |
| c | cubique                    |

| C | Face latérale centrée |
| F | Toute face centrée    |
| I | Corps centré          |
| R | Rhomboédrique         |
| P | Primitif              |

Les 14 réseaux de Bravais sont identifiés par les deux lettres :
| Classe du cristal         | Symbole du réseau | Lettres du symbole de Pearson |
| ------------------------- | ----------------- | ----------------------------- |
| Triclinique               | P                 | aP                            |
| Monoclinique              | P                 | mP                            |
|                           | C                 | mC                            |
| Orthorhombique            | P                 | oP                            |
|                           | C                 | oC                            |
|                           | F                 | oF                            |
|                           | I                 | oI                            |
| Tétragonal                | P                 | tP                            |
|                           | I                 | tI                            |
| Hexagonal (et trigonal P) | P                 | hP                            |
| Rhomboédrique             | R                 | hR                            |
| Cubique                   | P                 | cP                            |
|                           | F                 | cF                            |
|                           | I                 | cI                            |

## Symbole de Pearson et groupe d'espace
Le symbole de Pearson n'identifie pas de manière unique le groupe d'espace d'une structure cristalline. Par exemple, les structures du NaCl (groupe d'espace Fm3m) et du diamant (groupe d'espace Fd3m) ont le même symbole de Pearson : cF8.